# Illusionisme (kunst)

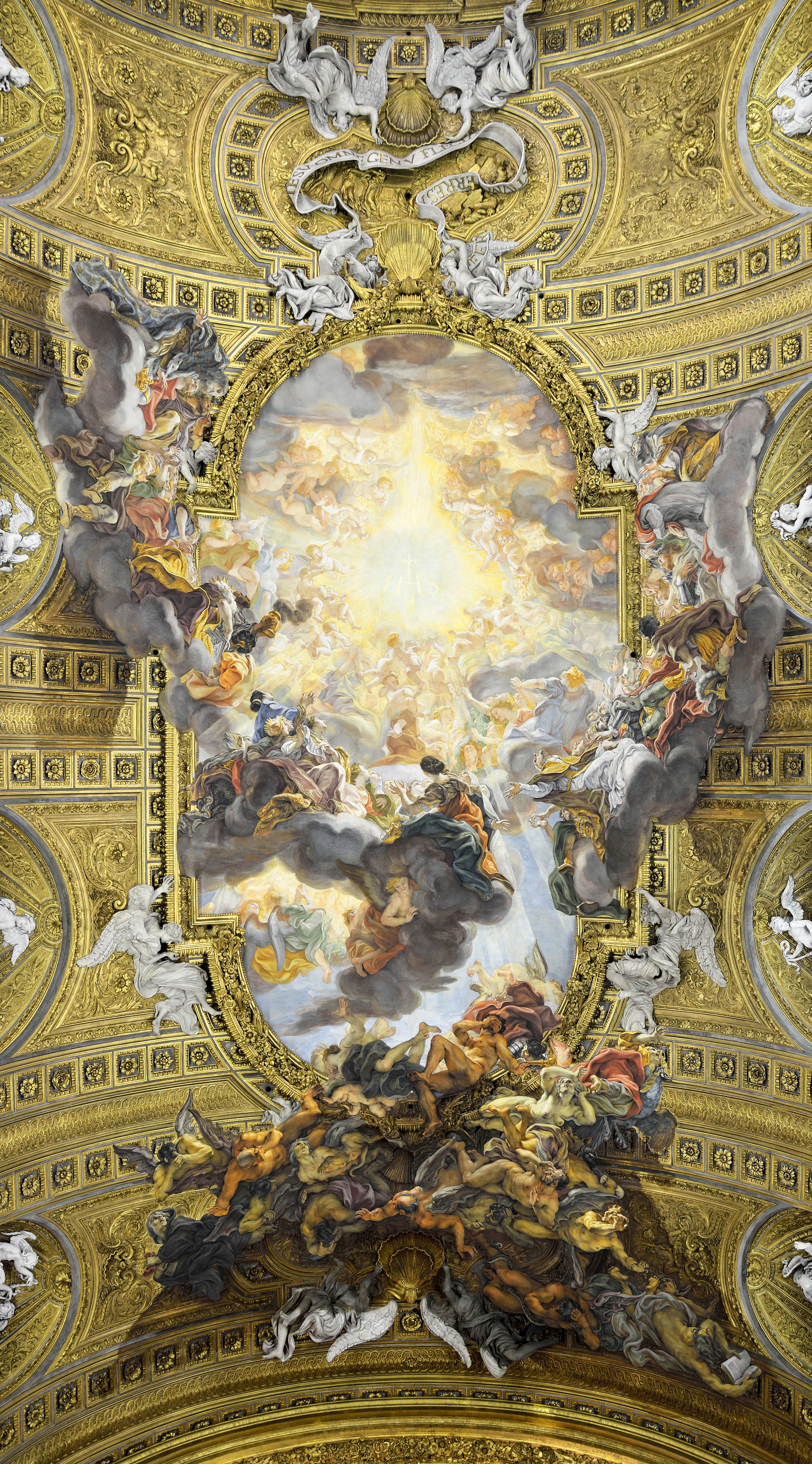
Triumph of the Name of Jesus, door Giovanni Battista Gaulli, op het plafon van de Il Gesù.

Het illusionisme is een schildertechniek, waarbij gebruik wordt gemaakt van perspectieven en andere optische illusies om de kijker van een kunstwerk te doen denken dat het beeld dat hij ziet echt is en onderdeel uitmaakt van dezelfde ruimte als waar de kijker zich bevindt.
Deze stroming kent een lange geschiedenis. Het is reeds terug te vinden in de werken van Zeuxis en de 17e-eeuwse kijkdoos van Samuel van Hoogstraten. Modernere voorbeelden zijn de 19e-eeuwse panoramagebouwen en de muurschilderingen van Richard Haas. Onder illusionisme vallen verschillende andere stromingen, zoals trompe-l'oeil, anamorfose, en Op-art.